# Carlin Isles
Carlin Isles (* 21. November 1989 in Massillon, Ohio) ist ein US-amerikanischer Rugby-Union- und Siebener-Rugby-Spieler. Er spielte Siebener-Rugby für die Nationalmannschaft der Vereinigten Staaten und rangierte auf dem 36. Platz der schnellsten Sprinter der Vereinigten Staaten mit einer persönlichen Bestzeit von 10,15 Sekunden auf 100 Meter laut World Athletics.
 Er durfte für die Nationalmannschaft an den Olympischen Sommerspielen 2016 in Rio de Janeiro, Brasilien, wo das 7er-Rugby als olympische Sportart eingeführt wurde, spielen.
Zudem spielte er American Football ab Dezember 2013 für die Detroit Lions in der National Football League (NFL) auf der Position des Wide Receivers. Nach nur zwei Monaten im Practice Squad der Lions, verließ er die NFL und unterschrieb einen Vertrag bei den Glasgow Warriors – eine schottische Rugby-Mannschaft, die in der internationalen Pro12 spielt.
Der für ESPN und Grantland gedrehte Kurzfilm "The Fastest Man in Rugby" beschreibt den Weg und das Bestreben von Isles, in die Nationalmannschaft aufgenommen zu werden und an den olympischen Spielen teilnehmen zu können.